# J-2签证 (美国)
美国的J-2签证是签发给持有J-1签证的交流学者的配偶或21嵗以下的子女入境的签证，属于非移民签证。大中华地区的申請者均可获得有效期最多为五年的年签证，可以多次入境。以J-2入境美國的家屬可以在美國求學或工作。